# Maurice-Yves-Séraphin-Joseph Vanlande
Maurice-Yves-Séraphin-Joseph Vanlande, francoski general, * 1884, † 1979.